# Бекешчаба

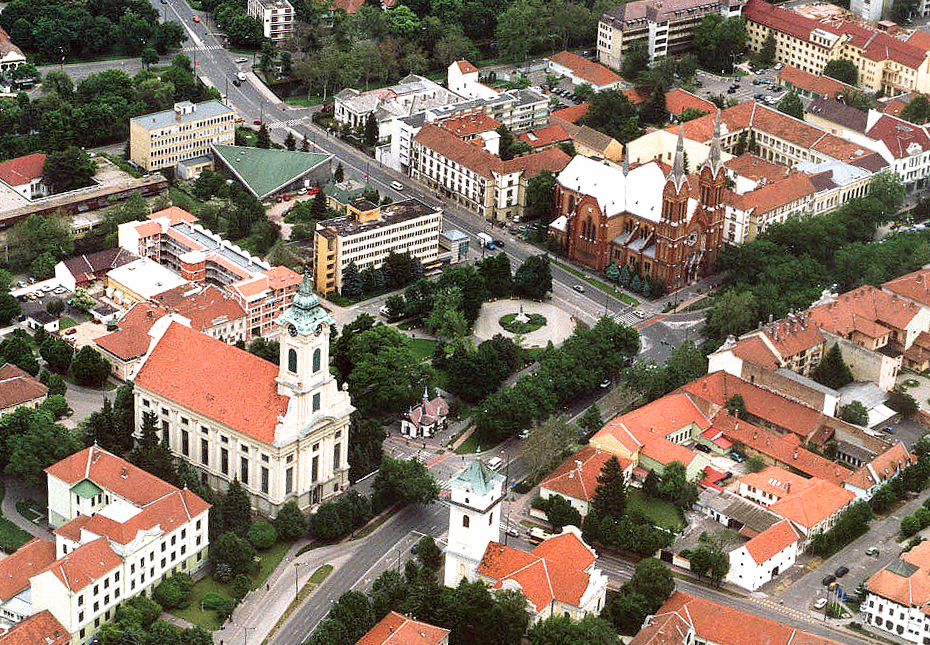
Бекешчаба — вид с птичьего полета

Бе́кешчаба (венг. Békéscsaba; рум.: Bichişciaba; слов.: Békéšska Čaba) — город в юго-восточной Венгрии на притоке реки Кёрёш (бассейн Тисы). Административный центр медье Бекеш. Численность на 1 января 2014 года — 60 571 человек. Название города имеет турецкое происхождение. Деревня Чаба упоминается в документах в 1330 году.

## География и транспорт
Город расположен на юго-востоке страны в 180 километрах к юго-востоку от Будапешта, в 90 километрах к северо-востоку от Сегеда и в 100 километрах к юго-западу от Дебрецена. В 15 километрах к востоку проходит румынская граница, в 50 километрах находится румынский город Арад.
Через Бекешчабу проходит железная дорога Тимишоара — Арад — Сольнок — Будапешт. Автомобильные дороги ведут из города в Сегед, Дьюлу, Сольнок и Дебрецен.
В конце XIX века большинство населения города составляли словаки, по данным переписи 1880 года в Бекешчабе проживало 25 тысяч словаков и только 6,5 тысяч венгров.
В настоящее время подавляющее большинство жителей города — венгры (93,8 %). Словаков в Бекешчабе — 6 %, остальные национальности (цыгане, немцы, румыны, словенцы и др.) не превышают 1 % от общего населения города.

## Экономика
Железнодорожный узел. Станкостроительный завод, текстильная, швейная, и пищевая промышленность.

## Достопримечательности
- Барочная церковь XVIII века.
- Евангелический собор.
- Городская ратуша (архитектор — Миклош Ибль, 1873 год).
- Музей Михая Мункачи.
- Театр имени Мора Йокаи.
- Музей словацкого фольклора.

## Население
| 2013   | 2014    | 2021    | 2022    | 2023    | 2024    |
| ------ | ------- | ------- | ------- | ------- | ------- |
| 61 046 | ↘60 571 | ↘58 002 | ↘55 164 | ↘55 091 | ↘54 460 |

## Города-побратимы
- Беюш, Румыния (1999)[9]
- Виттенберг, Германия (1999)[9]
- Зренянин, Сербия (1966)[9]
- Кромпахи, Словакия (2013)[9]
- Мартин, Словакия (2013)[9]
- Миккели, Финляндия (1981)[9]
- Одорхею-Секуеск, Румыния (1991)[9]
- Пенза, Россия (1970)[10]
- Салонта, Румыния
- Скочув, Польша
- Тарновске-Гуры, Польша (1994)[9]
- Тренчин, Словакия (1992)[9]
- Ужгород, Украина (1998)[9]